# Zach Sill
Zachary "Zach" Sill, född 24 maj 1988, är en kanadensisk professionell ishockeyspelare som spelar för Washington Capitals i NHL. Han har tidigare spelat på NHL-nivå för Pittsburgh Penguins och Toronto Maple Leafs, på lägre nivåer för W-B/Scranton Penguins i American Hockey League (AHL), Wheeling Nailers i ECHL, Moncton Wildcats i Ligue de hockey junior majeur du Québec (LHJMQ) samt Maine Black Bears (University of Maine) i National Collegiate Athletic Association (NCAA).
Han blev aldrig draftad av något lag.
Den 25 februari 2015 skickade Pittsburgh Penguins iväg Sill, ett andra draftval i 2016 års draft och ett fjärde draftval i 2015 års draft till Toronto Maple Leafs i utbyte mot Daniel Winnik

## Statistik
| 2004–2005    | Cole Harbour Wolfpack          | NSMMHL       | 35  | 13 | 20 | 33 | 46  | 14 | 5 | 14 | 19 | 28 |
|              | Truro Bearcats                 | MHL          | 1   | 0  | 0  | 0  | 0   | —  | — | —  | —  | —  |
| 2005–2006    | Truro Bearcats                 | MHL          | 48  | 12 | 8  | 20 | 68  | —  | — | —  | —  | —  |
| 2006–2007    | Maine Black Bears              | NCAA         | 6   | 1  | 1  | 2  | 2   | —  | — | —  | —  | —  |
|              | Truro Bearcats                 | MHL          | 6   | 1  | 0  | 1  | 18  | —  | — | —  | —  | —  |
| 2007–2008    | Moncton Wildcats               | LHJMQ        | 66  | 18 | 8  | 26 | 95  | —  | — | —  | —  | —  |
| 2008–2009    | Moncton Wildcats               | LHJMQ        | 58  | 9  | 15 | 24 | 78  | 10 | 4 | 1  | 5  | 10 |
| 2009–2010    | Wilkes-Barre Scranton Penguins | AHL          | 54  | 5  | 6  | 11 | 48  | 4  | 0 | 0  | 0  | 2  |
|              | Wheeling Nailers               | ECHL         | 6   | 1  | 2  | 3  | 15  | —  | — | —  | —  | —  |
| 2010–2011    | Wilkes-Barre/Scranton Penguins | AHL          | 80  | 11 | 19 | 30 | 85  | 12 | 1 | 2  | 3  | 6  |
| 2011–2012    | Wilkes-Barre/Scranton Penguins | AHL          | 68  | 10 | 7  | 17 | 40  | 12 | 3 | 1  | 4  | 0  |
| 2012–2013    | Wilkes-Barre/Scranton Penguins | AHL          | 57  | 4  | 5  | 9  | 108 | 15 | 2 | 2  | 4  | 6  |
| 2013–2014    | Pittsburgh Penguins            | NHLA         | 20  | 0  | 0  | 0  | 12  | —  | — | —  | —  | —  |
|              | Wilkes-Barre/Scranton Penguins | AHL          | 18  | 3  | 3  | 6  | 34  | 17 | 1 | 2  | 3  | 18 |
| 2014–2015    | Pittsburgh Penguins            | NHL          | 42  | 1  | 2  | 3  | 60  | —  | — | —  | —  | —  |
|              | Toronto Maple Leafs            | NHL          | 21  | 0  | 1  | 1  | 24  | —  | — | —  | —  | —  |
| NHL totalt   | NHL totalt                     | NHL totalt   | 83  | 1  | 3  | 4  | 96  | —  | — | —  | —  | —  |
| AHL totalt   | AHL totalt                     | AHL totalt   | 277 | 33 | 40 | 73 | 315 | 60 | 7 | 7  | 14 | 32 |
| ECHL totalt  | ECHL totalt                    | ECHL totalt  | 6   | 1  | 2  | 3  | 15  | —  | — | —  | —  | —  |
| LHJMQ totalt | LHJMQ totalt                   | LHJMQ totalt | 124 | 27 | 23 | 50 | 173 | 10 | 4 | 1  | 5  | 10 |
| NCAA totalt  | NCAA totalt                    | NCAA totalt  | 6   | 1  | 1  | 2  | 2   | —  | — | —  | —  | —  |